# Practice What You Preach
Practice What You Preach е трети студиен албум на американската траш метъл група Testament. Издаден е на 4 август 1989 г. от Atlantic Records.

## Обща информация
Текстовете в албума са насочени към политиката и обществото, за сметка на окултизма от предишните творби на Testament. Заглавната песен постига сравнтелно добър успех, като си осигурява видеоклип по MTV. До юни 1992 г. са продадени над 450 000 копия в САЩ. Според сайта setlist.fm, заглавната песен на албума е свирена 607 пъти на живо, а „Confusion Fusion“ единствена никога не е изпълнявана. Албумът заема 77-о място в Billboard 200.

## Състав
- Чък Били – вокали
- Алекс Сколник – китара
- Ерик Питърсън – китара
- Грег Крисчън – бас
- Луи Клементе – барабани

## Песни
| 1.    | Practice What You Preach        | 4:54 |
| 2.    | Perilous Nation                 | 5:50 |
| 3.    | Envy Life                       | 4:16 |
| 4.    | Time Is Coming                  | 5:26 |
| 5.    | Blessed In Contempt             | 4:12 |
| 6.    | Greenhouse Effect               | 4:52 |
| 7.    | Sins of Omission                | 5:00 |
| 8.    | The Ballad                      | 6:09 |
| 9.    | Nightmare (Coming Back to You)  | 2:20 |
| 10.   | Confusion Fusion (инструментал) | 3:07 |
| 46:06 |                                 |      |